# Ronald Waterreus
Ronald Waterreus (* 25. August 1970 in Vaals-Lemiers) ist ein ehemaliger niederländischer Fußballtorwart.

## Karriere
1992 begann Waterreus seine Karriere beim Roda JC Kerkrade. Nachdem er 1994 zur PSV Eindhoven wechselte machte er sich schon bald einen guten Namen als Torhüter. Dies sicherte ihm auch die Berufung in die Nationalmannschaft, mit denen er 2004 an der Europameisterschaft teilnahm.
Nach zehn Jahren als Stammkeeper bei der PSV wechselte Waterreus 2004 in die englische Premier League zu Manchester City für eine Saison. 2005 unterschrieb er dann beim schottischen Traditionsklub Glasgow Rangers. Er sollte dort den verletzten Stefan Klos ersetzen. Schnell wurde er zum Stammkeeper und war auch dabei als die Rangers zum ersten Mal das Achtelfinale der Champions League erreichten.
Ronald Waterreus kam unter heftige Kritik bei seinem Verein und deren Fans, als er sich bei einer niederländischen Zeitung über Manager und Präsident der Rangers beschwerte. Daraufhin verließ Waterreus die Rangers im Juli 2006. Im Dezember desselben Jahres unterschrieb er einen Kurzzeitvertrag beim AZ Alkmaar, ehe er im Januar 2007 bei den New York Red Bulls unterschrieb. Dort beendete er seine Karriere im November 2007.

## Titel und Auszeichnungen
- Niederländischer Meister (4): 1997, 2000, 2001, 2003
- Niederländischer Pokalsieger (1): 1996
- Niederländischer Supercup (6): 1996, 1997, 1998, 2000, 2001, 2003
- Torhüter des Jahres der Niederlande (1): 2001